# هامور قرص العسل
هامور قرص العسل (الاسم العلمي Epinephelus merra)، نوع سمك من الهامور وفصيلة القرفصية. يمكن أن يبلغ أقصى نمو له 32 سم.

## التوزيع
يُعد هامور قرص العسل أحد أكثر المجموعات الأسماك الصغيرة شيوعًا في منطقة المحيط الهادي الهندي .وهو ينتشر في جميع أنحاء البحار الاستوائية في منطقة المحيط الهادي الهندي من جنوب أفريقيا إلى بيتكيرن، وشمالاً إلى جنوب اليابان، جنوباً إلى جزيرة لورد هاو.وهي غير موجودة في البحر الأحمر والخليج العربي والسواحل الهندية وجزيرة هاواي